# Reitertritt

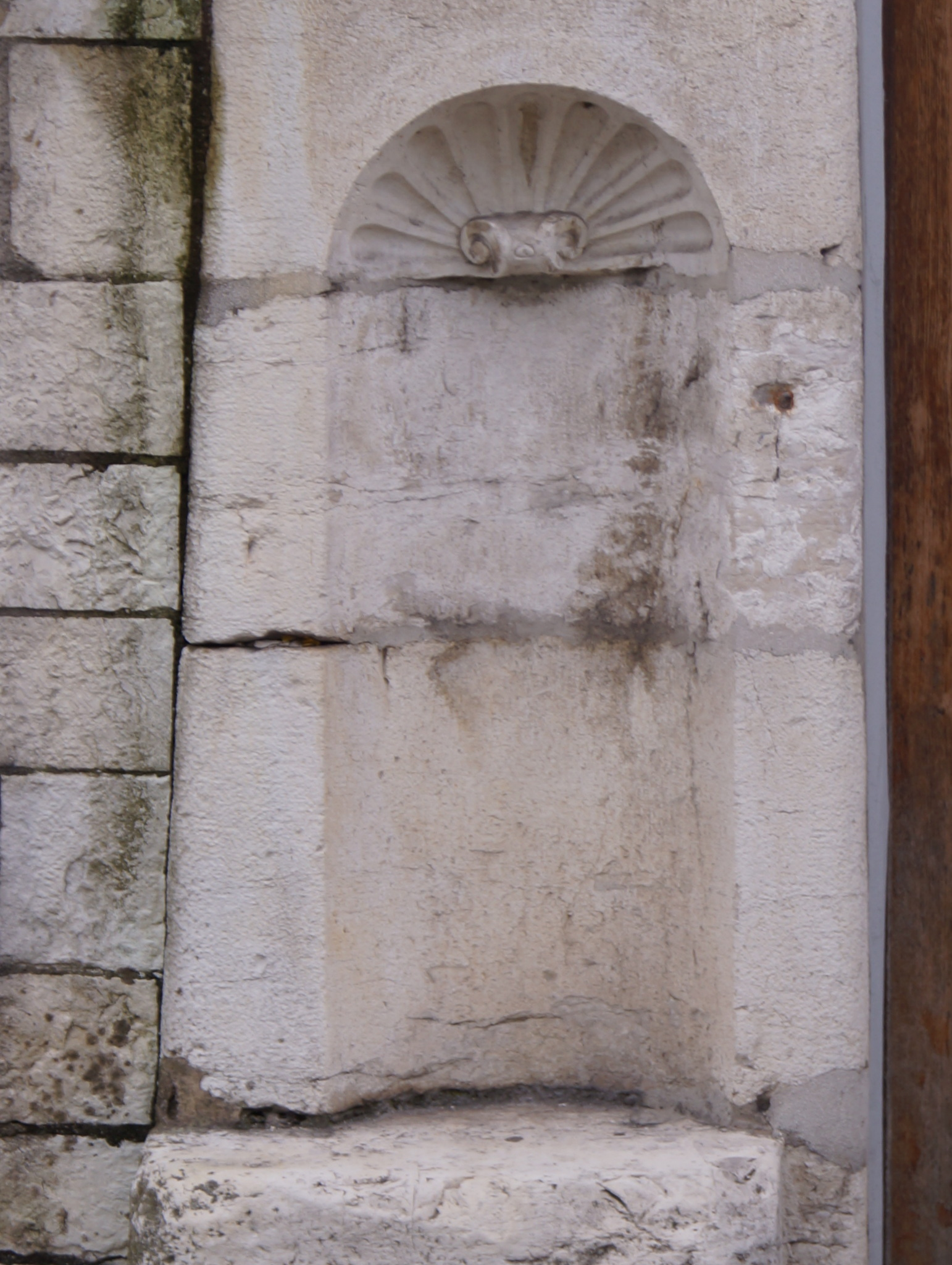
Reitertritt am Störchlein

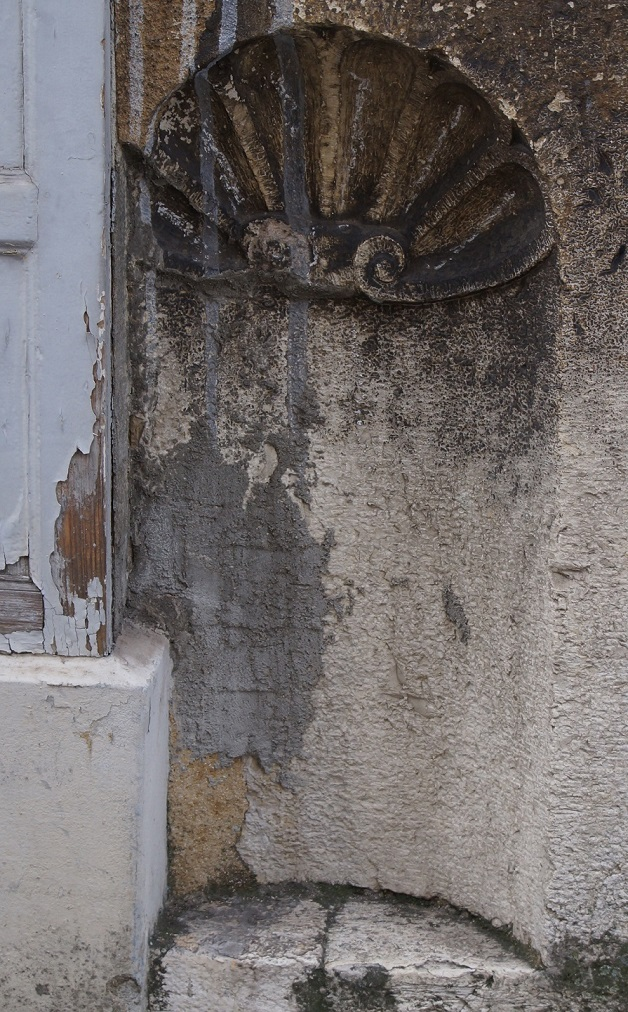
Reitertritt am Silbernen Klöpferlein

Der Reitertritt (auch Reitertrittstein) ist eine Aufsteighilfe für Reiter. In Steinmetzarbeit ausgeführt, wurde sie in die Außenwand eines Hauses eingemauert. Die Stufe von etwa 40 Zentimetern erlaubt es Reitern bequemer an die Steigbügel eines Pferdes zu gelangen und so besser aufsitzen zu können.
In der Stadt Schaffhausen sind noch zwei Reitertritte vorhanden. Alle anderen wurden beseitigt oder zugemauert. Ein Exemplar befindet sich am Haus «Silbernes Klöpferlein» in der Repfergasse 12. Der Reitertritt des Hauses «Störchlein» in der Rheinstrasse 29 wird auf die erste Hälfte des 17. Jahrhunderts datiert und wurde in Kalkstein angefertigt. Über der Stufe wurde eine halbrunde Nische herausgearbeitet, die im oberen Teil mit dem Relief einer Muschel abschliesst. 